# Шангаватнур
 Шагаватнур  — деревня в Куженерском районе Республики Марий Эл. Входит в состав Шудумарского сельского поселения.

## География
Находится в северо-восточной части республики Марий Эл на расстоянии приблизительно 7 км на восток-юго-восток от районного центра посёлка Куженер.

## История
Известна с 1859 года как казённый починок, в нём было два двора, 33 жителя. В 1874 году в деревне Шангаватнур было 7 дворов, в ней проживало 50 человек. С начала 1980-х годов жители деревни стали уезжать. В 2005 году в деревне было всего 2 двора. В советское время работали колхозы «Прожектор», «Заря», имени Чапаева, позднее ОАО «Шойка».

## Население
Население составляло 2 человека (русские 100 %) в 2002 году, 3 в 2010.